# ستيج 6 فلمز
ستيج 6 فلمز (بالإنجليزية: Stage 6 Films) هي علامة إنتاج أفلام أمريكية تابعة لشركة أفلام سوني على مستوى العالم التي تستحوذ على الأفلام وتنتج أفلامًا روائية منخفضة الميزانية والتي يتم إصدارها مباشرة إلى ديفيدي أو عند الطلب أو من خلال خدمات البث المباشر، كما تُعرض بعض أفلامهم بطريقة مسرحية. بمجرد الانتهاء من الفيلم، ستقرر شركة أفلام سوني على مستوى العالم ما إذا كان سيُعرض الفيلم على مستوى مسرحي أو على منصة مختلفة.